# Jemima Kirke
Jemima Kirke (nascida em 26 de abril de 1985) é uma artista e atriz britânica, notável por seu papel como Jessa Johansson na série de televisão Girls.

## Filmografia

### Filmes
| Ano  | Título                  | Personagem          | Notas          |
| ---- | ----------------------- | ------------------- | -------------- |
| 2005 | Smile for the Camera    | Twin Singer (voice) | Curta-metragem |
| 2010 | Tiny Furniture          | Charlotte           |                |
| 2015 | Ava's Possessions       | Ivy                 |                |
| 2017 | The Little Hours        | Marta               |                |
| 2018 | Wild Honey Pie          | Gillian             |                |
| 2018 | Untogether              | Andrea              |                |
| 2018 | All These Small Moments | Odessa              |                |

### Televisão
| Ano       | Título        | Personagem               | Notas                              |
| --------- | ------------- | ------------------------ | ---------------------------------- |
| 2012–2017 | Girls         | Jessa Johansson          | Main role                          |
| 2015      | Axe Cop       | Water Queen (voice)      | Episode: "The Center of the Ocean" |
| 2015      | The Simpsons  | Candace's Friend (voice) | Episode: "Every Man's Dream"       |
| 2018      | Maniac        | Adelaide                 | Miniseries; 5 episodes             |
| 2021      | Sex Education | Hope                     | 3ª temporada (Elenco principal)    |